# فندق شيراتون دالاس
فندق شيراتون دالاس،سابقا فندق آدم مارك  وفي الأساس كان مركز ساوث لاند, هو عبارة عن مجمع ناطحة سحاب على الطراز العالمي يقع في منطقة وسط المدينة لدالاس داون تاون، تكساس . الفندق هو أكبر وأطول فندق في دالاس وتكساس ب 1,840 غرفة ضيوف وقاعات اجتماعات بمساحة 260,000 قدم2 (24,000 م2).

## روابط خارجية
- Sheraton Dallas

‌